# Vera Ulyakina
Vera Ulyakina (21 de agosto de 1986) é um jogadora de voleibol russa.
Com 1,8 m de altura, Ulyakina é capaz de atingir 2,98 m no ataque e 2,93 m quando bloqueia.

## Carreira
Vera Ulyakina foi campeã mundial com a seleção de seu país do Campeonato Mundial de Voleibol Feminino de 2010 disputado no Japão.

## Títulos
- Campeonato Mundial de 2010